# كريستوفر كلارك (منافس ألعاب قوى)
كريستوفر كلارك (بالإنجليزية: Chris Clarke) (و. 1990  م) هو منافس ألعاب قوى بريطاني، ولد في لندن، شارك في دورة ألعاب الكومنولث 2014.

## روابط خارجية
- كريستوفر كلارك على موقع الاتحاد الدولي لألعاب القوى (الإنجليزية)
- كريستوفر كلارك على موقع الدوري الماسي (الإنجليزية)
- كريستوفر كلارك على موقع اتحاد ألعاب الكومنولث (مؤرشف) (الإنجليزية)